# Капитан Прайс
Капитан Прайс (англ. Captain Price) или Джон Прайс (англ. John Price) — персонаж из серии компьютерных игр Call of Duty. В играх Call of Duty и Call of Duty 2, действие которых происходит во время Второй мировой войны, капитан Прайс является одним из второстепенных персонажей. В подсерии Modern Warfare, действие которой происходит в наши дни, Прайс — потомок или другая версия того же самого персонажа — является одним из главных героев.

## Появления в играх
В играх Call of Duty и Call of Duty 2 капитан Прайс является британским военнослужащим на фронтах Второй мировой войны, в том числе в Североафриканской кампании, позже в Западной Европе как боец созданной в 1941 году Особой воздушной службы. Прайс погибает в одной из последних миссий Call of Duty во время проникновения на линкор «Тирпиц».
В подсерии Modern Warfare фигурирует персонаж по имени Джон Прайс, с таким же званием, схожей внешностью и также боец британской Особой воздушной службы. Согласно вымышленной биографии, он родился в январе 1966 года в Великобритании. В 1980 году вступил в армию Великобритании. В 1985 году имел сотрудничество с подразделением советского спецназа «Вымпел». В начале 1990-x годов Прайс получил звание сержанта и поступил в 22-й полк SAS. В 1996 году в Припяти лейтенант Прайс и капитан МакМиллан участвовали в операции по ликвидации одного из лидеров террористов — Имрана Захаева. Операция была выполнена не совсем удачно: Прайс хоть и отстрелил Захаеву руку, но тот смог выжить. В конце Call of Duty 4: Modern Warfare Прайс получает тяжёлые ранения, но подоспевшие на помощь лоялисты эвакуируют его. Во  второй части Modern Warfare Прайс оказывается в тюрьме сепаратистов на Камчатке под позывным «Заключённый номер 627». После освобождения из плена Прайс присоединяется к отряду ОТГ-141 и в конце игры участвует в ликвидации генерала Шепарда, который предал протагонистов. В заключительной серии Modern Warfare Прайс вместе с Николаем и Юрием участвует в боевых действиях против террористов Владимира Макарова, которого он же и убивает в конце игры.
В перезапуске серии Прайс снова вступает в ряды SAS и сражается с террористами на Ближнем Востоке.

## Дизайн персонажа
Возможным прообразом Прайса мог служить Джон Макэлиз, реальный боец Особой воздушной службы, который возглавлял группу спецназа, освобождавшую заложников в иранском посольстве в Лондоне в 1980 году. Макэлиз также получил известность как соведущий британского реалити-шоу «SAS: достаточно ли ты крут для него?». Сэми Онур, дизайнер персонажей в Infinity Ward, утверждал в интервью, что Джон Прайс из Modern Warfare является внуком капитана Прайса из Call of Duty и Call of Duty 2, однако эта информация не была подтверждена официально.

## Критика и отзывы
Персонаж был положительно воспринят игровыми критиками. Капитан Прайс получил 8 место в списке «30 персонажей, которые определили десятилетие» и также на 8 месте по результатам опроса в рейтинге лучших персонажей десятилетия 2000х годов по версии Game Informer.
По результатам голосования оказался на 17 месте в топ-рейтинге персонажей компьютерных игр всех времён у Guinness World Records 2011 Gamers. Прайс был одним из 64 персонажей, выбранных для опроса GameSpot в «Величайшие сайдкики всех времён». Журнал Complex в 2013 году определил Прайса на 26 место в списке величайших солдат в компьютерных играх.
В 2008 году The Age назвал Прайса восьмым среди величайших персонажей всех времён среди игр на приставки Xbox. Автор статьи в GamesRadar потребовал отдельную игру про Прайса, а сотрудники GamesRadar в дальнейшем поставили его под номером 41 в списке 50 лучших игровых персонажей поколения, этим же изданием он был оценён как 48-й самым запоминающийся, влиятельный и «задиристый» герой в истории игр.